# MagicGate

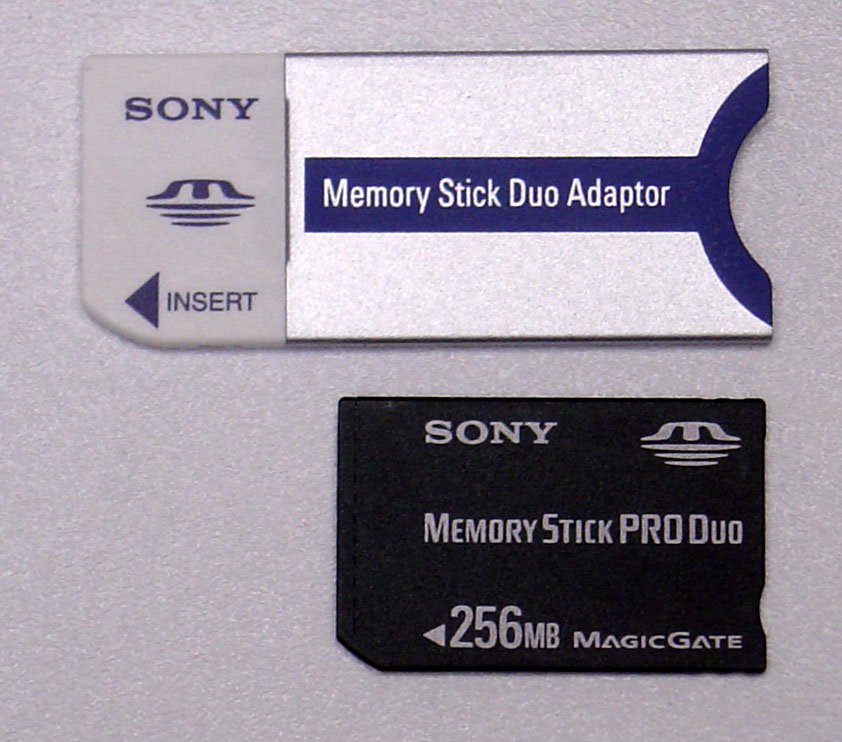
一張使用MagicGate技術的Memory Stick PRO Duo記憶卡

MagicGate是由作為數位音樂版權保護組織（SDMI）一員的索尼於1999年引入的複製保護技術，透過在儲存裝置及讀卡機上使用MagicGate晶片加密裝置上的內容來強制控制檔案的複製方式。
MagicGate加密曾用於PlayStation 2的記憶卡，自2004年開始引入到所有索尼的Memory Stick產品，一些裝置如索尼的Network Walkman只接受擁有MagicGate技術的Memory Sticks記憶卡。
所有配備了MagicGate的Memory Stick Duo記憶卡可通過位於卡後方的缺口來識別。
需注意的是只有少數（USB或PCMCIA）Memory Stick兼容讀卡機實際上支援MagicGate保護，儘管似乎大部份生產商均列出兼容Memory Stick Pro/Pro Duo (MG)(MG意為MagicGate)，但他們不一定支援MagicGate的安全部份（甚至索尼自己的某幾個讀卡機亦不支援）所以在購買用於SonicStage（Connect Player）、PSP或Mylo的讀／寫卡機時需謹慎選擇。
現時在SonyStyle.com （页面存档备份，存于）上銷售的MSAC-US40（2007年1月23日）兼容ATRAC檔案因而支援MagicGate安全傳輸。

## 請參閱
- OpenMG